# فرودگاه ترولهتن ونشبوی
فرودگاه ترولهتن ونشبوی (به انگلیسی: Trollhättan-Vänersborg Airport) یک فرودگاه همگانی با کد یاتا THN است که یک باند فرود آسفالت دارد و طول باند آن ۱۷۱۰ متر است. این فرودگاه در کشور سوئد قرار دارد و در ارتفاع ۴۲ متری از سطح دریا واقع شده‌است.